# Fletcher Promontory
Fletcher Promontory är en udde i Antarktis. Den ligger i Västantarktis. Chile och Storbritannien gör anspråk på området.
Terrängen inåt land är platt.  Trakten är obefolkad. Det finns inga samhällen i närheten.